# Annette Andre
Annette Andre (de son nom complet Annette Christine Andreallo) est une actrice australienne, née le 24 juin 1939 à Sydney en Australie. 
Elle est essentiellement connue pour son rôle de Jean Hopkirk dans la série Mon ami le fantôme.

## Vie et carrière
Née en Australie, son père qui est tapissier, envoie sa fille au Brigidine College à Sydney. Elle commence sa carrière professionnelle en tant que danseuse et chanteuse à la télévision et radio australienne mais fait aussi du théâtre. Elle déménage vers le début des années 1960 en Grande-Bretagne où elle apparaîtra dans bon nombre de séries télévisées ainsi que quelques films pour le cinéma. Elle continuera une carrière florissante à la télévision anglaise avant de retourner dans son pays natal.

Auparavant, son visage est apparu dans pratiquement de nombreuses séries culte britanniques des années 1960 et 70, citons notamment les plus célèbres : Le Courrier du désert, Chapeau melon et bottes de cuir, Alias le Baron, Le Prisonnier, Le Saint mais aussi Amicalement vôtre et Le Retour du Saint.
Aujourd'hui retirée du cinéma et de la télévision, elle consacre désormais la plus grande partie de son temps à la cause animale à travers diverses fondations et organismes caritatifs. Mariée au producteur Arthur Weingarten depuis 1989, elle travaille en étroite collaboration avec Virginia McKenna.

## Filmographie sélective

### Cinéma
- 1965 : He Who Rides a Tiger de Charles Crichton
- 1966 : Le Forum en folie de Richard Lester

### Télévision
- 1964 : 1968 :Le Saint : 
  - 1964 : Le Procédé G (saison 3 épisode 6) : Madeline Gray
  - 1964 :  Charmante Famille (saison 3 épisode 7) : Linda Henderson
  - 1965 :  Voyage à Paris (saison 4 épisode 2) : Madeline Dawson
  - 1967 :  Annette (saison 5 épisode 19) : Annette
  - 1968 :  Le Rocher du dragon (saison 6 épisode 10) : Carmen
- 1967 : Le Prisonnier : L'enterrement (épisode 11) : La fille de l'horloger aka numéro 50
- 1971 : Amicalement vôtre : La danseuse (épisode 5) : Pekoo Rayne